# Shāhābād-e Parsah Sū
Shāhābād-e Parsah Sū (persiska: پَرسَهسو, پُر سوسو, Parsah Sū, شاه آباد پرسه سو) är en ort i Iran.   Den ligger i provinsen Golestan, i den norra delen av landet, 400 km öster om huvudstaden Teheran. Shāhābād-e Parsah Sū ligger 161 meter över havet och antalet invånare är 970.
Terrängen runt Shāhābād-e Parsah Sū är kuperad åt sydost, men åt nordväst är den platt.Runt Shāhābād-e Parsah Sū är det ganska glesbefolkat, med 48 invånare per kvadratkilometer. Närmaste större samhälle är Mīnūdasht, 2,8 km sydväst om Shāhābād-e Parsah Sū. I omgivningarna runt Shāhābād-e Parsah Sū växer i huvudsak blandskog.